# Moussa Ndiaye (football, 2004)
Pour les articles homonymes, voir Ndiaye.
Moussa Ndiaye, né le 23 février 2004 à Malicounda (Sénégal), est un footballeur international sénégalais qui joue au poste de milieu relayeur à Al-Nasr SC.

## Biographie
Moussa Ndiaye est né le 23 février 2004 à Malicounda dans le département de Mbour.

### Carrière en club
Moussa Ndiaye à commencer à jouer au football dès le bas âge dans la ville de Mbour. Il a eu à évoluer dans les petites catégories des clubs mbourois de Demba Diop FC et Keur Madior FC avant de rejoindre le Stade de Mbour.

### Stade de Mbour (2018-2021)
En 2018, Moussa Ndiaye rejoint le Stade de Mbour où il évolue en première temps avec la petite catégorie. Avec son talent et sa précocité, le jeune milieu de terrain est surclassé en senior avec une place de titulaire dans l'entre jeu.

### ASC Jaraaf (2021-2023)
En fin de saison 2021, Moussa Ndiaye quitte le Stade de Mbour pour s'engager avec le club le plus titré du Sénégal, ASC Jaraaf de Dakar.
En 2023, Il remporte la coupe du Sénégal avec ASC Jaraaf.

### Al-Nasr SC (2023-2026)
Après avoir été vainqueur de la coupe du Sénégal en 2023 avec ASC Jaraaf, Moussa Ndiaye quitte le championnat sénégalais de football et s'engage au Emirates arabes unis avec Al-Nasr SC pour un contrat de trois années.

### Carrière en équipe nationale
En juillet 2022, Moussa Ndiaye est sélectionné en équipe nationale du Sénégal A' pour prendre part au tournoi COSAFA 2022 organisé en Afrique du Sud. Avec trois matchs et un but à son compteur lors de ce tournoi, la sélection nationale finit troisième de la compétition et remporte la médaille de bronze.
Moussa Ndiaye est sélectionné avec l'équipe nationale locale du Sénégal pour faire part au championnat d'Afrique des nations 2022. Il a brillé lors de cette compétition en disputant tous les matchs et marquant aussi un un but contre la Côte d'Ivoire en phase de groupe,. Moussa Ndiaye et la sélection locale finissent par triompher en finale aux tirs au but contre le pays organisateur, l'Algérie et deviennent champions d'Afrique 2022.

## Palmarès

### En club
ASC Jaraaf
- Coupe du Sénégal (1) 
  - Vainqueur: 2023

### En sélection
Sénégal A'
- Coupe COSAFA :
  - Troisième : 2022.

 Sénégal
- Championnat d'Afrique des nations (1) :
  - Vainqueur en 2022